# Курхут
Курхут, також званий німецьким біретом або капелюшком — круглий багряний головний убір із горностаячою облямівкою, який носили як знак курфюрсти колишньої Священної Римської імперії.

## Походження

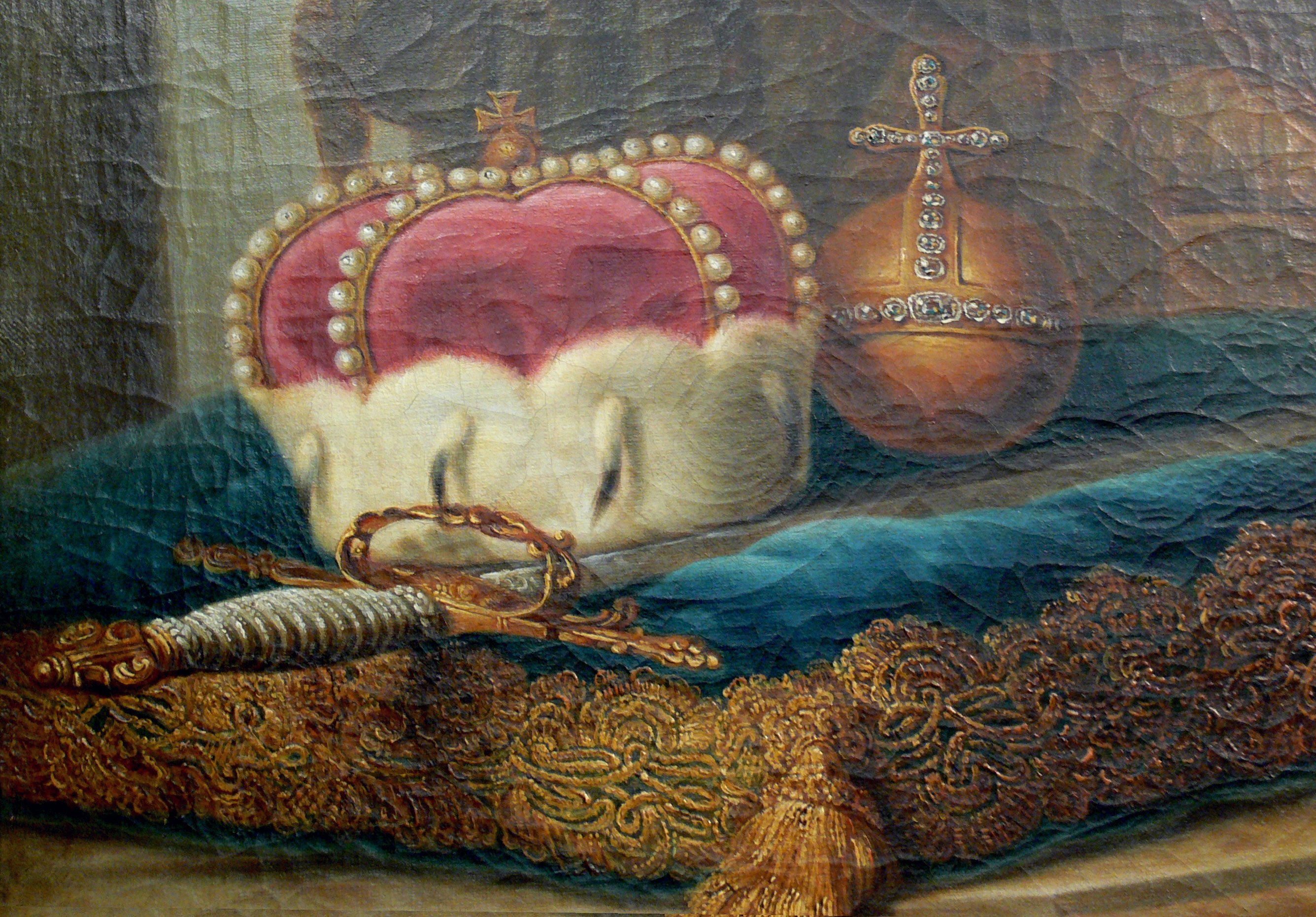
Курхут (Деталь державного портрета курфюрста Карла Теодора Баварського, 1781).

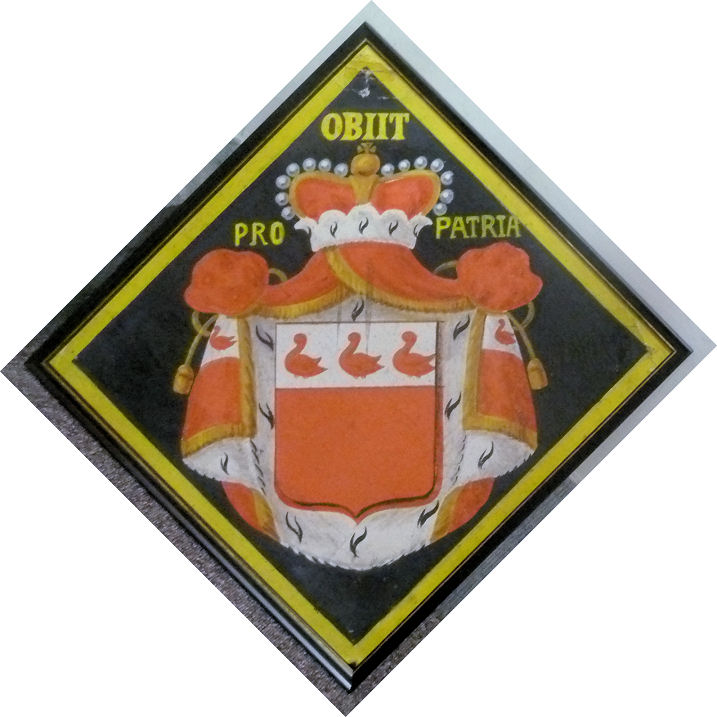
Дюк д'Ерсель, Бельгія

Великий герб Ліхтенштейну

У геральдиці курхут — це символ, який традиційно використовують канцлери, президенти парламентів і канцелярій.
Згодом примітивний виборчий ковпак прикрасили аркою, прикрашеною перлами, увінчаною кулею та хрестом, що знаходився на її вершині. Ось як це описано в праці Хосе де Авілеса Ciencia heroyca, reducida a las leyes heráldicas del blasón (Героїчна наука, зведена до геральдичних законів герботворення), яка була опублікована в 1780 році. Цей автор, визначаючи шапку виборних князів, також вказує, що її використовували інші князі та монархи германської області та що існували й інші варіанти. Остання версія курхута князів-курфюрстів була закрита вісьмома золотими дугами, п'ятьма видимими, наповненими перлами та увінчаними перехрещеною кулею на вершині. Він був дуже схожий на найпоширенішу форму королівських корон і також використовувався деякими німецькими герцогами.
Ерцгерцоги Австрії використовували курхут як свій знак розрізнення. Спочатку курхут ерцгерцога мав загострений горностайовий пояс і закривалася металевою дугою. Цю першу версію можна побачити на австрійському гербі, який зображено на копії праці Privilegium maius, зробленій у 1512 році для Максиміліана I. Сучасна версія курхута ерцгерцога базувалася на дизайні курхута, виготовленого в 1616 році для регента Тіролю, ерцгерцога Максиміліана III Австрійського, який був надісланий до Відня для церемонії вшанування маєтків вперше в 1620 році і в останній раз. у 1835 р. У сучасній когоні архігерцога підкладка з горностая закінчується вісьмома заокругленими точками, чотири з яких видно. Його прикрашають вісім металевих і п'ять дорогоцінних каменів; Він має чотири золоті дуги, з яких видно три. Вони наповнені перлами та дорогоцінним камінням і увінчані дорогоцінним каменем у формі кулі з хрестом, розташованим на вершині. Шапка ерцгерцога продовжує з'являтися на гербах деяких австрійських земель і муніципалітетів, таких як Верхня Австрія, хоча ця країна з 1918 року є республікою.
Деякі принци германської області також використовували курхут як знак розрізнення. У княжій шапці горностайова підкладка пояса закінчується вісьмома округлими точками, п'ять яких видно. Він закритий чотирма діадемами, три видимі, із золота та наповнені перлами, які завершуються перехрещеною кулею. Шапка принца з'являється на прапорі та гербі Ліхтенштейну і, як уже зазначалося, на прапорі та гербі деяких австрійських федеральних земель та муніципалітетів, таких як земля Зальцбург.

## Варіанти
|  | Курхут Курфюрста Священної імперії (примітивний) Ältester Kurhut         | Первісний німецький курхут, який носили курфюрсти стародавньої Священної Римської імперії, складалася з червоного капелюха з горностаєвою оторочкою. |
|  | Курхут курфюрста Священної імперії (старий) Älterer Kurhut               | Німецький курхут закритий дугою з перлами, що увінчана перехрещеною кулею. |
|  | Курхут курфюрстського князя та герцога (сучасна) Neuer Kurhut/Herzogshut | Німецький курхут з вісьмома дугами у перлах, з них п'ять видимі, що увінчані кулею з хрестом. |
|  | Курхут ерцгерцога (старий) Erzherzogshut                                 | Німецький курхут із загостреною горностаєвою оторочкою, яка закривалася металевою дугою. |
|  | Курхут ерцгерцога (сучасний)                                             | Німецький курхут з горностаєвою оторочкою, що закінчується вісьмома округлими дугами, чотири з яких видно. Прикрашений вісьмома металевими вістрями та дорогоцінним камінням, п'ять з яких видно; і закритий чотирма золотими дугами, з яких видно три, увінчаними дорогоцінним каменем з хрестом. |
|  | Курхут принца Fürstenhut                                                 | Горностаєвий вінець, що закінчується вісьмома заокругленими дугами, п'ять з яких видно. Закритий чотирма золотими дугами, що обсипані перлами, три з яких видно. Дуги увінчані кулею з хрестом. |
|  | Курхут герцога Штирії Herzogshut                                         | Варіант герцогського курхута, який носив герцог Штирійський. |